# ألينهورست (جورجيا)
ألينهورست (بالإنجليزية: Allenhurst, Georgia)‏ هي بلدة تقع في مقاطعة ليبيرتي، جورجيا بولاية جورجيا في الولايات المتحدة. تبلغ مساحتها 2.9 (كم²)، وترتفع عن سطح البحر 18 م، بلغ عدد سكانها 695 نسمة في عام 2010 حسب إحصاء مكتب تعداد الولايات المتحدة وتصل الكثافة السكانية فيها 271.7 نسمة/كم2.

## وصلات خارجية
- The US50 - Cities and Towns in Georgia State
- Georgia Cities and Towns, Facts, Map, Flag, Colleges, Government, and More